# Eduard von Rodt

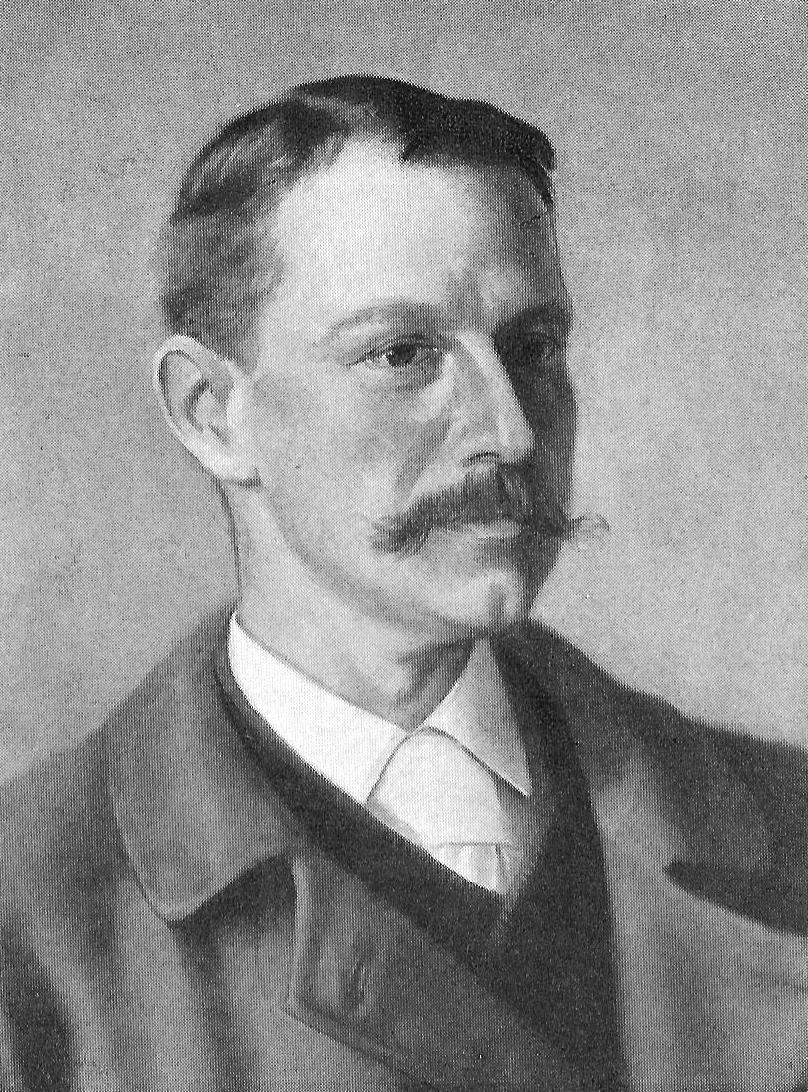
Eduard von Rodt, Porträt von Robert von Steiger (1893)

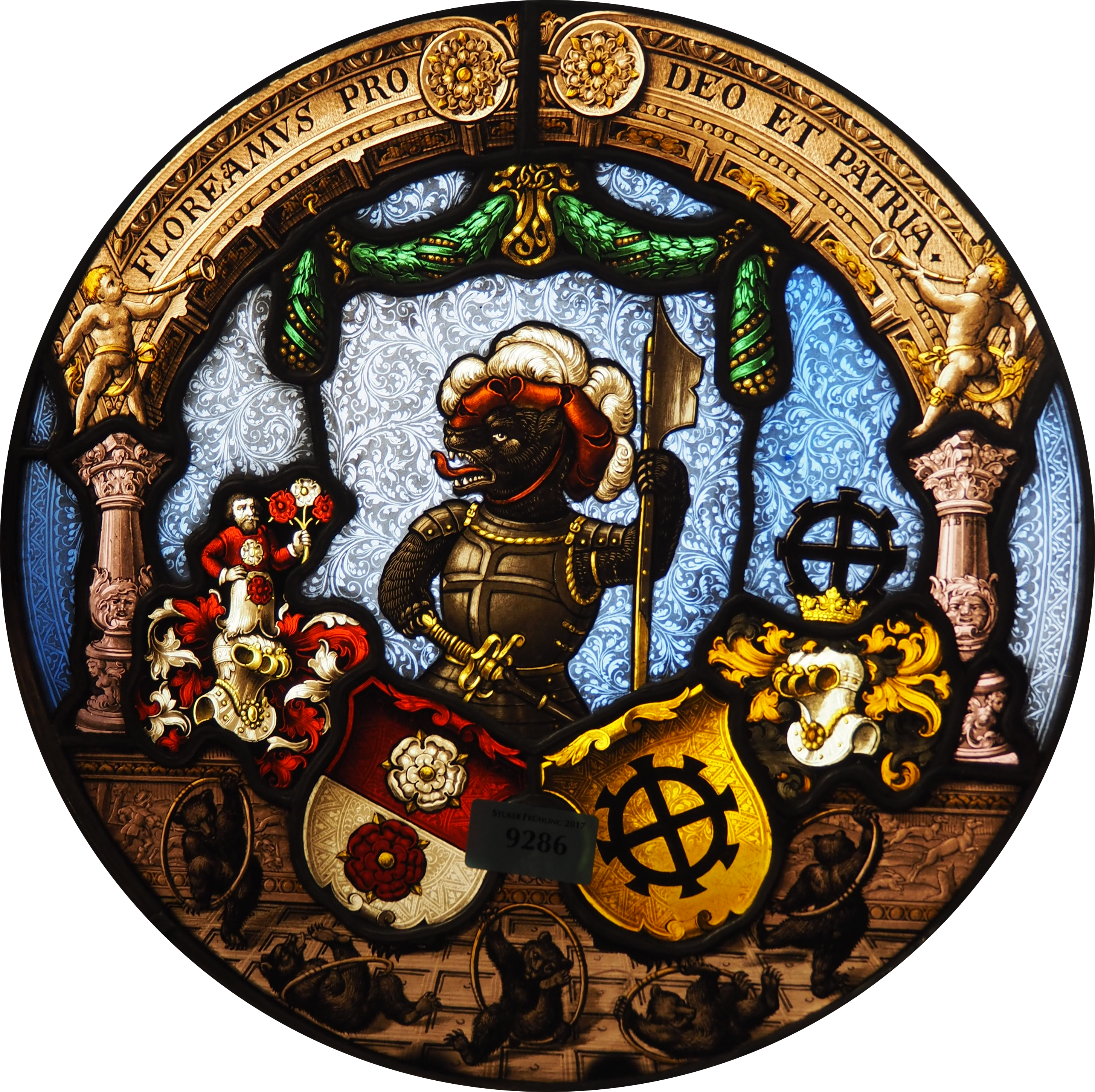
Allianzscheibe Eduard von Rodt und Anna von Mülinen

Friedrich Karl Eduard von Rodt (* 22. Juli 1849 in Bern; † 12. Juli 1926 Bern) war ein Schweizer Architekt und Historiker. 

## Biografie
Eduard von Rodt wurde als Sohn des Karl Eduard von Rodt und dessen Frau Cäcilie, geborene Brunner, geboren. Die Reiseschriftstellerin Cäcilie von Rodt war seine jüngere Schwester. Er absolvierte eine Lehre beim Architekten Gottlieb Hebler und als Steinmetz in der Berner Münster-Bauhütte. Von 1869 bis 1870 studierte er an der Polytechnischen Schule in Stuttgart und unternahm anschliessend Reisen nach Deutschland und Italien. 1874 heiratete er Anna von Mülinen. Ab 1872 wirkte er als Architekt in Bern. Er trat in das Architekturbüro von Paul Adolphe Tièche und August Eggimann ein. Zu seinen Bauten gehören die Eidgenössische Waffenfabrik in Bern, das Physikalische Institut, das Jennerspital in Bern, das alte Zieglerspital, die Flügelanbauten der Stadtbibliothek Bern, die Villa Zeerleder-Pigott in Kiesen und verschiedene Wohnbauten, insbesondere im Kirchenfeld, wo er von der Berne Land Company Bauparzellen erworben hatte.
In den Jahren 1881 bis 1894 wirkte er als Direktor des Historischen Museums in Bern, 1889 erhielt er vom Burgerrat den Auftrag zum Neubau auf dem Kirchenfeld. Eduard von Rodt war gemeinsam mit Adolf Tièche ausführender Architekt des Siegerprojekts für den Neubau des Bernischen Historischen Museums. Von 1892 bis 1923 war er zudem Mitglied der Aufsichtskommission des Museums.
Von 1876 bis 1880 war Eduard von Rodt Offizier des Brandcorps, danach Schatzer der Brandversicherung. Er war Mitglied der Waisenkommission der Gesellschaft zu Kaufleuten, von 1883 bis 1921 Mitglied des Burgerrates, von 1890 bis 1921 Mitglied der Burgerspitalkommission, Mitglied der Kommission des Kunstmuseums und von 1902 bis 1906 Experte der Kunstaltertümerkommission. 1915 bis 1916 präsidierte er den Verein zur Erhaltung vaterländischer Kunstdenkmäler. In den Jahren 1924 bis 1926 war er Mitglied der Eidgenössischen Kommission für Denkmalpflege.
Eduard von Rodts Nachlass – seine Zeichnungen, seine graphische Sammlung und seine Bücher – befindet sich im Bernischen Historischen Museum.

## Auszeichnungen
- 1917: Ehrendoktor der Universität Bern

## Werke

### Schriften
- Das alte Bern. Nach Zeichnungen und eigenen Aufnahmen gesammelt durch Eduard von Rodt, Bern 1885.
- Bernische Stadtgeschichte, Bern 1886.
- Berns Burgerschaft und Gesellschaften In: Festschrift zur VII. Säkularfeier der Gründung Berns, 1191–1891, Bern 1891, S. 1–114.
- Katalog der Sammlung des historischen Museums in Bern. Im Auftrag der antiquarischen Commision des Burgerraths von Bern verfasst 1891 durch Eduard von Rodt, Bern 1892.
- Standes- und Wappenwesen der bernischen Familien. In: Neues Berner Taschenbuch, 1896. S. 60f. Digitalisat
- Alt-Bernisches Jagdwesen, In: Berner Taschenbuch auf das jahr 1900, S. 18–59. Digitalisat
- Bern im XVI. Jahrhundert, Bern 1904.
- Bern im XV. Jahrhundert, Bern 1905.
- Bern im XIII. und XIV. Jahrhundert. Nebst einem Rückblick auf die Vorgeschichte der Stadt, Bern 1907.
- Bernische Burgen. Ein Beitrag zu ihrer Geschichte, Bern 1909.
- Bernische Kirchen. Ein Beitrag zu ihrer Geschichte, Bern 1912.
- Die Burg Nydegg und die Stadtgründung Berns. Nach der Chronik von Konrad Justinger, Bern 1919.
- Der St. Vinzenzen-Kirchhof in Bern und seine Umgebung. In: Blätter für bernische Geschichte, Kunst und Altertumskunde, Band: 17 (1921) doi:10.5169/seals-184622
- Das Rathaus in Bern. In: Blätter für bernische Geschichte, Kunst und Altertumskunde, Jg. 18, Heft 3/4, doi:10.5169/seals-185086

### Gebäude

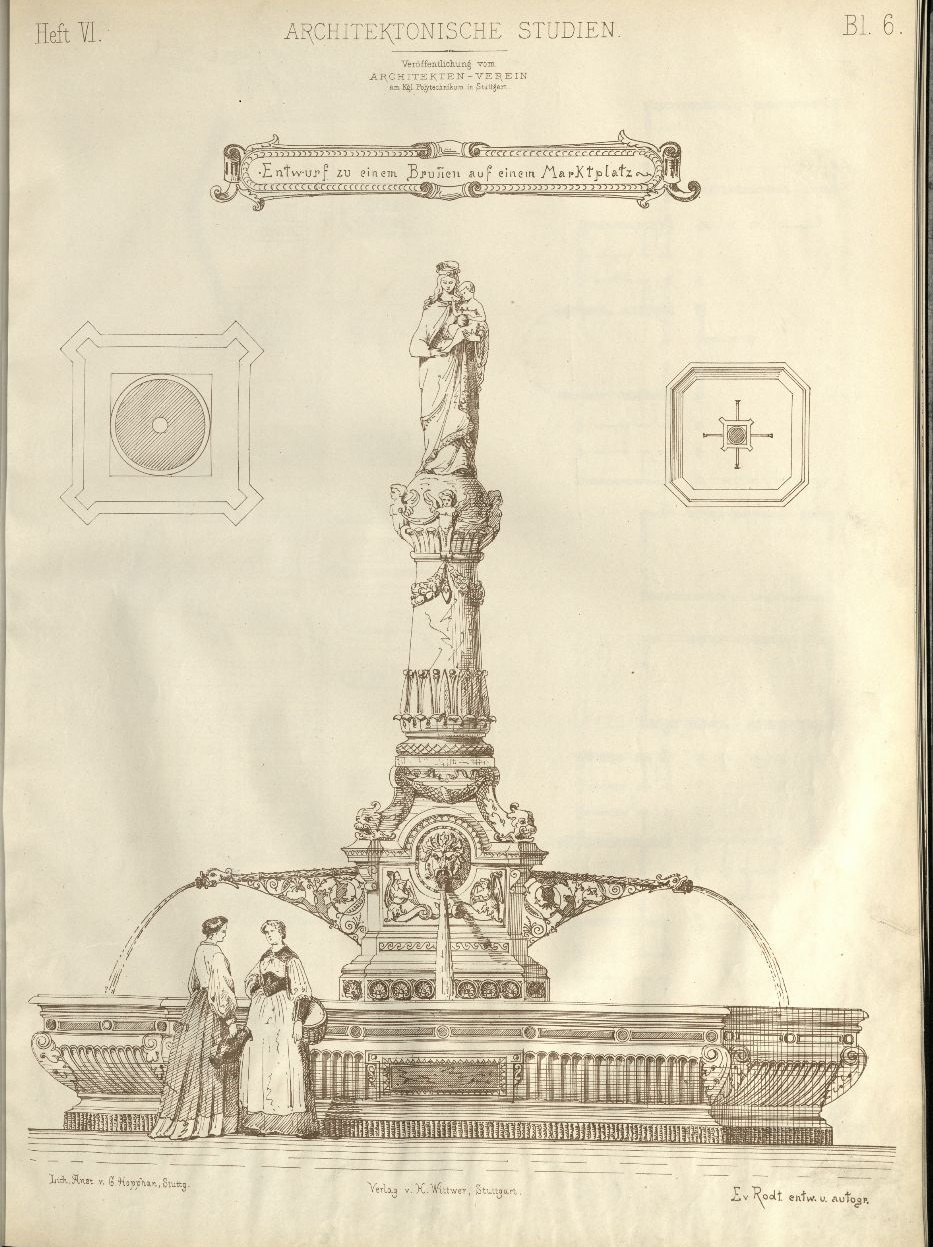
Entwurf zu einem Marktbrunnen

- Kantonale Militäranstalten, Papiermühlestrasse 13–17, Bern 1873–78 (mit Tieché und Eggimann)
- Einfamilienhäuser und Storenfabrik Schaerer, Terrassenweg 10–18, Bern 1876–78
- Villa, Rainmattstrasse 20, Bern 1883
- Doppelvillen, Englische Anlagen 6–8, Bern 1886
- Villen, Marienstrasse 11–13, 16, 17, 19–23, 25–27, 29–31, Bern 1887–96
- Arbeiterwohnungen, Polygonstrasse 5–7, Bern 1890
- Bernisches Historisches Museum, Helvetiaplatz 5, Bern 1892–94, Ausführungsplanung mit Tieché (Entwurf Andre Lambert & Stahl (Stuttgart))
- Doppelwohnhaus, Luisenstrasse 8–10, Bern 1897
- Sechs Einfamilienhäuser, Florastrasse 15–25, Bern 1897
- Villa, Thunstrasse 55, Bern 1899
- Jennerspital, Freiburgstrasse 23, Bern 1899–1903
- Villa, Justingerweg 18, Bern 1902
- Stadt-, Universitäts- und Burgerbibliothek, Südflügel, Münstergasse 61–63, Bern 1904–1907